# Loutros (Cipro)
Loutros (in greco Λουτρός?; in turco Bademliköy) è un piccolo villaggio situato a Cipro, a ovest della città di Karavostasi. Esso è situato de iure nel distretto di Nicosia di Cipro, e de facto nel distretto di Lefke di Cipro del Nord.
Nel 2011 Loutros aveva 93 abitanti.

## Geografia fisica
Il villaggio si trova nella regione della Tillyria, quattro chilometri a sud delle rovine del Palazzo di Vouni.

## Origini del nome
In greco Loutros significa "bagno". Il nome ottomano del villaggio era Litro. Nel 1975, i turco-ciprioti cambiarono il nome in Bademliköy, che significa "villaggio con le mandorle".

## Società

### Evoluzione demografica
Nel censimento ottomano del 1831, i cristiani (greco-ciprioti) costituivano gli unici abitanti del villaggio. Durante il periodo britannico la popolazione del villaggio aumentò significativamente, passando da 202 nel 1891 a 394 nel 1960.
Nell'agosto 1974, i greco-ciprioti fuggirono dal villaggio dall'esercito turco che avanzava. Attualmente, come la maggior parte dei greco-ciprioti sfollati, i greco-ciprioti di Loutros sono sparsi nel sud dell'isola, soprattutto nelle città. Il numero dei greco-ciprioti di Loutros sfollati nel 1974 era di circa 370 (364 nel censimento del 1973).
Oggi il villaggio è abitato principalmente da turco-ciprioti di Xerovounos/Kurutepe. Tuttavia, c'è anche un piccolo numero di turco-ciprioti sfollati da Mandria/Yeşilova e Tera/Çakırlar, nel distretto di Paphos, così come alcuni cittadini turchi (agricoltori), principalmente dalle province di Adana e Ağrı. Tutti questi si stabilirono nel villaggio alla fine degli anni '70. Il censimento turco-cipriota del 2006 poneva la popolazione del villaggio a 106 persone.